# Oliver Provstgaard
Oliver Provstgaard Nielsen (Vejle, 4 giugno 2003) è un calciatore danese, difensore della Lazio e della nazionale under-21 danese, di cui è capitano.

## Caratteristiche tecniche
Gioca come difensore centrale.

## Carriera

### Club

#### Vejle: dalle giovanili alla prima squadra
Provstgaard è cresciuto nel settore giovanile del Vejle ed ha debuttato in prima squadra il 14 aprile 2021, nell'incontro di Superligaen perso 2-1 contro l'Odense. La stagione successiva è stato promosso in prima squadra definitivamente, diventando titolare inamovibile al centro della difesa. Ha segnato il suo primo gol il 29 ottobre 2022 nel successo per 5-4 contro il Nykøbing.

#### Lazio
Il 3 febbraio 2025 viene acquistato dalla Lazio a titolo definitivo. Esordisce con i biancocelesti, oltreché in Serie A, il 6 aprile seguente nel successo esterno contro l'Atalanta (0-1).

### Nazionale
Ha giocato con le nazionali giovanili danesi Under-16, Under-17, Under-18, Under-19, Under-20 ed e attualmente è capitano dell'Under-21.
L’esordio in Under 21 avviene a 19 anni nel pareggio contro la Svezia Under 21 (2-2). Tre giorni più tardi, alla seconda presenza segna il suo primo gol contro i parietá ungheresi sbloccando il match poi vinto 3-0. Dalla sua nona apparizione (contro la Repubblica Ceca) diviene capitano della selezione. Segna il suo primo gol in trasferta nella vittoria per 1-2 contro il Galles al minuto 90’, in un match valido per le qualificazioni agli europei di categoria.

## Statistiche

### Presenze e reti nei club
Statistiche aggiornate al 4 maggio 2025.
| Stagione        | Squadra         | Campionato      | Campionato | Campionato | Coppe nazionali | Coppe nazionali | Coppe nazionali | Coppe continentali | Coppe continentali | Coppe continentali | Altre coppe | Altre coppe | Altre coppe | Totale | Totale | Totale |
| Stagione        | Squadra         | Comp            | Pres       | Reti       | Comp            | Pres            | Reti            | Comp               | Pres               | Reti               | Comp        | Pres        | Reti        | Pres   | Reti   |        |
| --------------- | --------------- | --------------- | ---------- | ---------- | --------------- | --------------- | --------------- | ------------------ | ------------------ | ------------------ | ----------- | ----------- | ----------- | ------ | ------ | ------ |
| 2021-2022       | Vejle           | SL              | 5          | 0          | CD              | 2               | 0               | -                  | -                  | -                  | -           | -           | -           | 7      | 0      |        |
| 2022-2023       | Vejle           | 1D              | 21+9       | 2+0        | CD              | 6               | 0               | -                  | -                  | -                  | -           | -           | -           | 36     | 2      |        |
| 2023-2024       | Vejle           | SL              | 22+10      | 1+0        | CD              | 0               | 0               | -                  | -                  | -                  | -           | -           | -           | 32     | 0      |        |
| 2024-feb. 2025  | Vejle           | SL              | 16         | 0          | CD              | 0               | 0               | -                  | -                  | -                  | -           | -           | -           | 16     | 0      |        |
| Totale Vejle    | Totale Vejle    | Totale Vejle    | 83         | 3          |                 | 8               | 0               |                    | -                  | -                  |             | -           | -           | 91     | 3      |        |
| feb.-giu. 2025  | Lazio           | A               | 2          | 0          | CI              | 0               | 0               | UEL                | 0                  | 0                  | -           | -           | -           | 2      | 0      |        |
| Totale carriera | Totale carriera | Totale carriera | 85         | 3          |                 | 8               | 0               |                    | -                  | -                  |             | -           | -           | 93     | 3      |        |

## Palmarès

### Club

#### Competizioni nazionali
- 1. Division: 1

Vejle: 2022-2023